# Jammu (Division)
Jammu ist eine Division im indischen Unionsterritorium Jammu und Kashmir. Sie liegt in der zwischen Pakistan und Indien umstrittenen Region Kaschmir. Kein Teil der Division wird gegenwärtig von Pakistan verwaltet, sondern sie ist vollständig unter indischer Verwaltung. Der größte Teil des Landes ist hügelig oder gebirgig, einschließlich der Pir Panjal Range, die es vom Kaschmirtal und einem Teil des Großen Himalaya in den östlichen Distrikten Doda und Kishtwar trennt. Sein wichtigster Fluss ist der Chanab.
Die Stadt Jammu ist die größte Stadt in Jammu und die Winterhauptstadt von Jammu und Kaschmir. Sie ist auch als „Stadt der Tempel“ bekannt, da sie viele Tempel und Schreine hat.

## Geografie
Jammu grenzt im Norden an das Kaschmirtal, im Osten an Ladakh und im Süden an Punjab und Himachal Pradesh. Im Westen trennt die Line of Control Jammu vom pakistanisch verwalteten Kaschmir (in Pakistan als Azad Kaschmir bekannt). Zwischen dem Kaschmirtal im Norden und den Daman Koh Plains im Süden umfasst die Shivalik Range den größten Teil der Region Jammu. Die Pir Panjal Range, die Trikuta Hills und das niedrig gelegene Tawi Flussbecken machen das Terrain von Jammu abwechslungsreich. Die Pir Panjal-Kette trennt Jammu vom Kaschmirtal.
Das Klima der Region variiert mit der Höhe. In und um die Stadt Jammu ist das Klima ähnlich wie in der nahegelegenen Region Punjab mit heißen Sommern, regnerischem Monsun und leicht kalten und nebligen Wintern.

## Geschichte
Jammu wird namentlich in den Chroniken von Timur erwähnt, der 1398 in Delhi einfiel und über Jammu nach Samarqand zurückkehrte. In den Mogul-Chroniken von Babur im frühen 16. Jahrhundert wird Jammu als ein mächtiger Staat in den Punjab-Hügeln erwähnt. Es soll von Rajputen regiert worden sein. Kaiser Akbar brachte die Hügelkönigreiche der Region unter mogulische Oberhoheit, aber die lokalen Herrscher genossen eine beträchtliche politische Autonomie. Während der letzten Jahre des Mogulreiches umfasste die Region 22 Kleinstaaten, die aus der sich im Niedergang befindenden Mogulherrschaft hervorgingen. Es wird angenommen, dass der Staat Jammu der wichtigste unter diesen Staaten wurde. 1808 wurde Jammu dem Sikh-Reich angegliedert und kam später unter die Herrschaft der Briten, welche das Gebiet mithilfe von lokalen Vasallenherrschern kontrollierten.
Während der Teilung Indiens war der Herrscher Kaschmirs Maharaja Hari Singh. Ihm und allen anderen Fürsten wurde die Wahl gelassen, entweder Indien oder Pakistan beizutreten, wobei die geografischen Zusammenhänge und die Wünsche der Bevölkerung berücksichtigt werden sollten. Der Maharaja entschied sich dafür, keinem der beiden Herrschaftsgebiete vor dem festgelegten Datum beizutreten, und begründete dies mit der gemischten religiösen Zusammensetzung seines Staates. Diese technische Unabhängigkeit war nur von kurzer Dauer, da der Maharaja mit einer Rebellion in den westlichen Distrikten und einer von Pakistan geförderten Invasion paschtunischer Stämme konfrontiert wurde. Da er den Angriffen nicht standhalten konnte, trat der Maharaja am 26. und 27. Oktober 1947 Indien bei. Indien flog Truppen nach Kaschmir, um die Angreifer zurückzuschlagen. Große Teile der westlichen Bezirke Muzaffarabad, Poonch und Mirpur blieben jedoch unter der Kontrolle Pakistans. Der Rest des Staates wurde als autonomer Bundesstaat Jammu und Kashmir in Indien eingegliedert. 2019 wurde diese Autonomie aufgehoben und Jammu und Kaschmir ein direkt der Regierung unterstehendes Unionsterritorium.

## Einwohner
Laut der Volkszählung 2011 beträgt die Gesamtbevölkerung der Division Jammu 5.350.811 Personen. Die Jammu Division hat insgesamt eine hinduistische Mehrheitsbevölkerung – 66 % praktizieren den Hinduismus, 30 % den Islam und die meisten der übrigen sind Sikhs. Die am häufigsten gesprochene Sprache ist Dogri, welche von 46 % der Bevölkerung gesprochen wird. Weitere gängige Sprachen sind Gojri, Pahadi, Kashmiri, Hindi, Panjabi und Urdu. Die Bevölkerung teilt sich auf in verschiedene Stämme, Kasten und Clans.

## Verwaltungsgliederung
Das Unionsterritorium Jammu und Kashmir ist in folgende 10 Distrikte untergliedert (Daten nach der Volkszählung 2011):
| Distrikt | Verw.- sitz | Fläche (km²) | Bevölkerung (2011) | Bev.- dichte Ew./km² |
| -------- | ----------- | ------------ | ------------------ | -------------------- |
| Kathua   | Kathua      | 2.651        | 615.711            | 246                  |
| Jammu    | Jammu       | 2.342        | 1.526.406          | 653                  |
| Samba    | Samba       | 904          | 318.611            | 353                  |
| Udhampur | Udhampur    | 2.637        | 555.357            | 210                  |
| Reasi    | Reasi       | 1.719        | 314.714            | 183                  |
| Rajouri  | Rajouri     | 2.630        | 619.266            | 244                  |
| Punch    | Punch       | 1.674        | 476.820            | 285                  |
| Doda     | Doda        | 2.306        | 409.576            | 178                  |
| Ramban   | Ramban      | 1.329        | 283.313            | 213                  |
| Kishtwar | Kishtwar    | 7.737        | 231.037            | 30                   |
| Gesamt   | Jammu       | 25.929       | 5.350.811          | 206                  |